# 圣萨维尼安
圣萨维尼安（法語：Saint-Savinien，法語發音：[sɛ̃ savinjɛ̃]），法国西部城市，新阿基坦大区滨海夏朗德省的一个市镇，隶属于圣让当热利区，其市镇面积为47平方公里，2022年1月1日时人口数量为2,458人，在法国城市中排名第4,495位。
圣萨维尼安位于滨海夏朗德省中部，夏朗德河畔，是一个区域性的中心城市，南特—桑特铁路和多条公路在此交汇。

## 地名来源
“Saint-Savinien”一名可能出自桑斯主教萨维尼安。法国大革命期间，当地曾被更名为“Roche-sur-Charente”。
Saint-Savinien在一些场合又被写作“Saint-Savinien-sur-Charente”。

## 历史

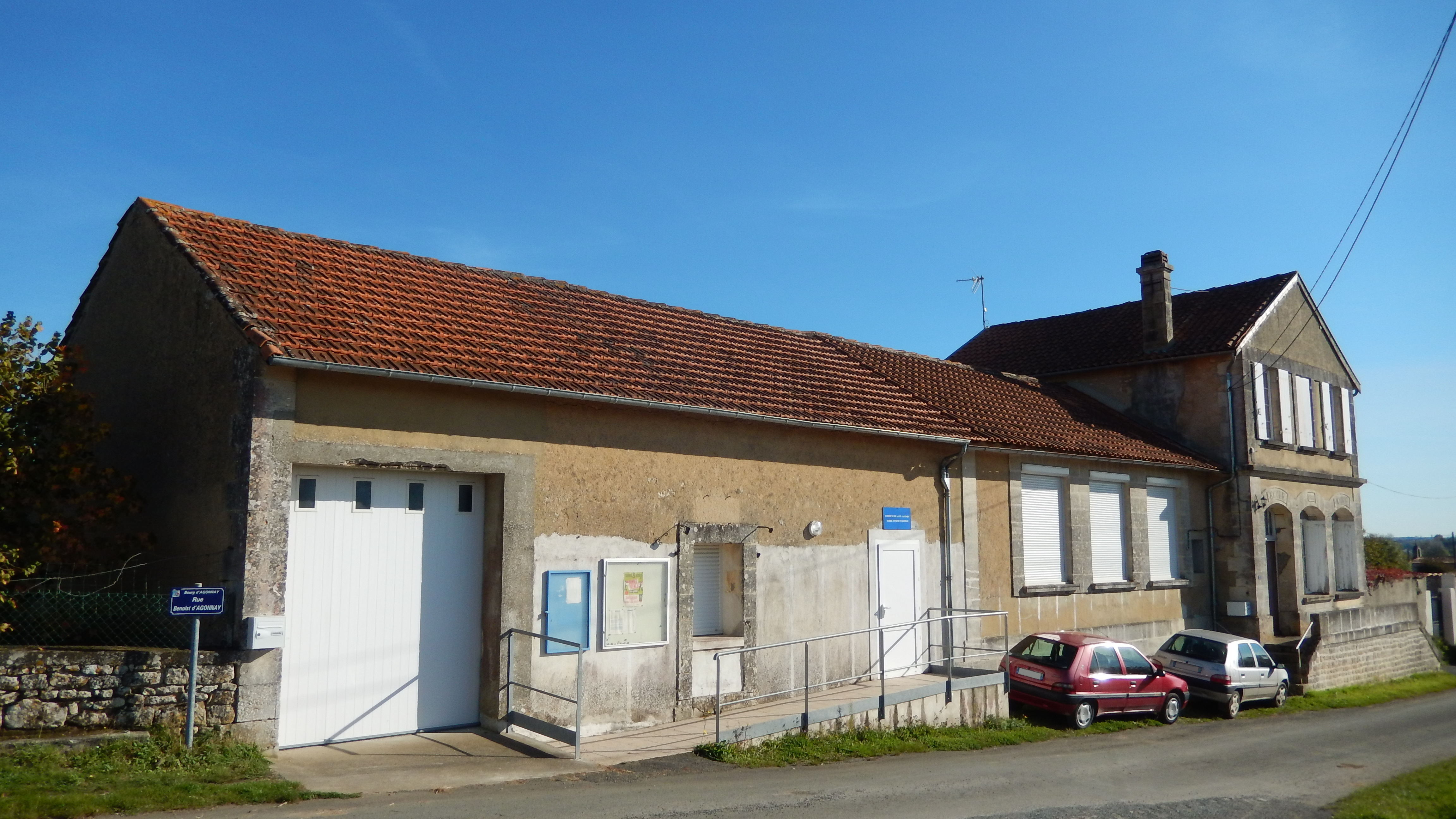
原阿戈奈市政厅

圣萨维尼安的早期历史尚不清楚。根据当地官方网站的论述，公元13世纪时，圣萨维尼安境内出现了一座以桑斯的萨维尼安命名的教堂，圣萨维尼安地名由此而来。1274年，夏朗德河畔建成了一处码头，圣萨维尼安逐渐发展成为一座商业集镇。18世纪时，圣萨维尼安境内出现一处采石场。法国大革命后，圣萨维尼安成为下夏朗德省（1941年更名为“滨海夏朗德省”）的一个市镇。工业革命期间，途径圣萨维尼安的南特—桑特铁路建成通车。20世纪30年代，圣萨维尼安的采石活动基本停止。阿戈奈和夏朗德河畔库隆日（Coulonge-sur-Charente）两个市镇分别于1972年和1973年整体并入圣萨维尼安。
在行政区划方面，圣萨维尼安在1790至2015年间为圣萨维尼安县的县治，并在1994至2013年间为圣萨维尼安地区市镇公共社区的办公驻地。

## 地理

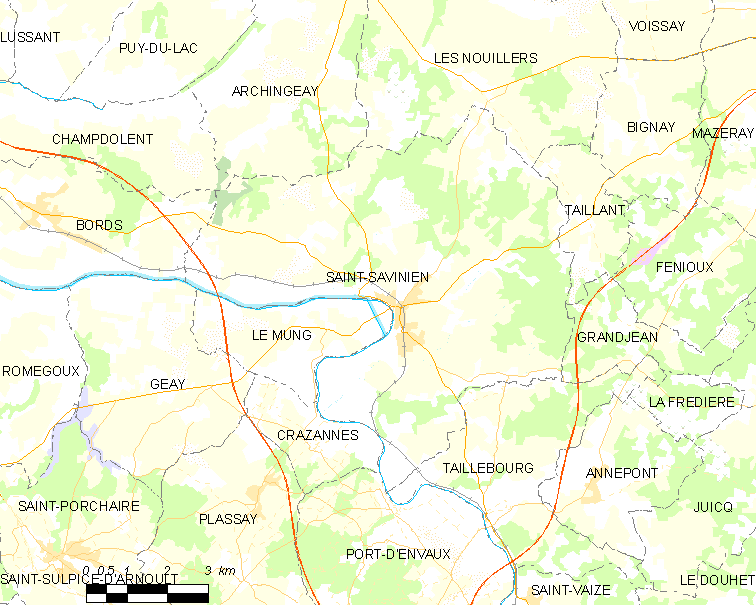
圣萨维尼安市镇范围地图

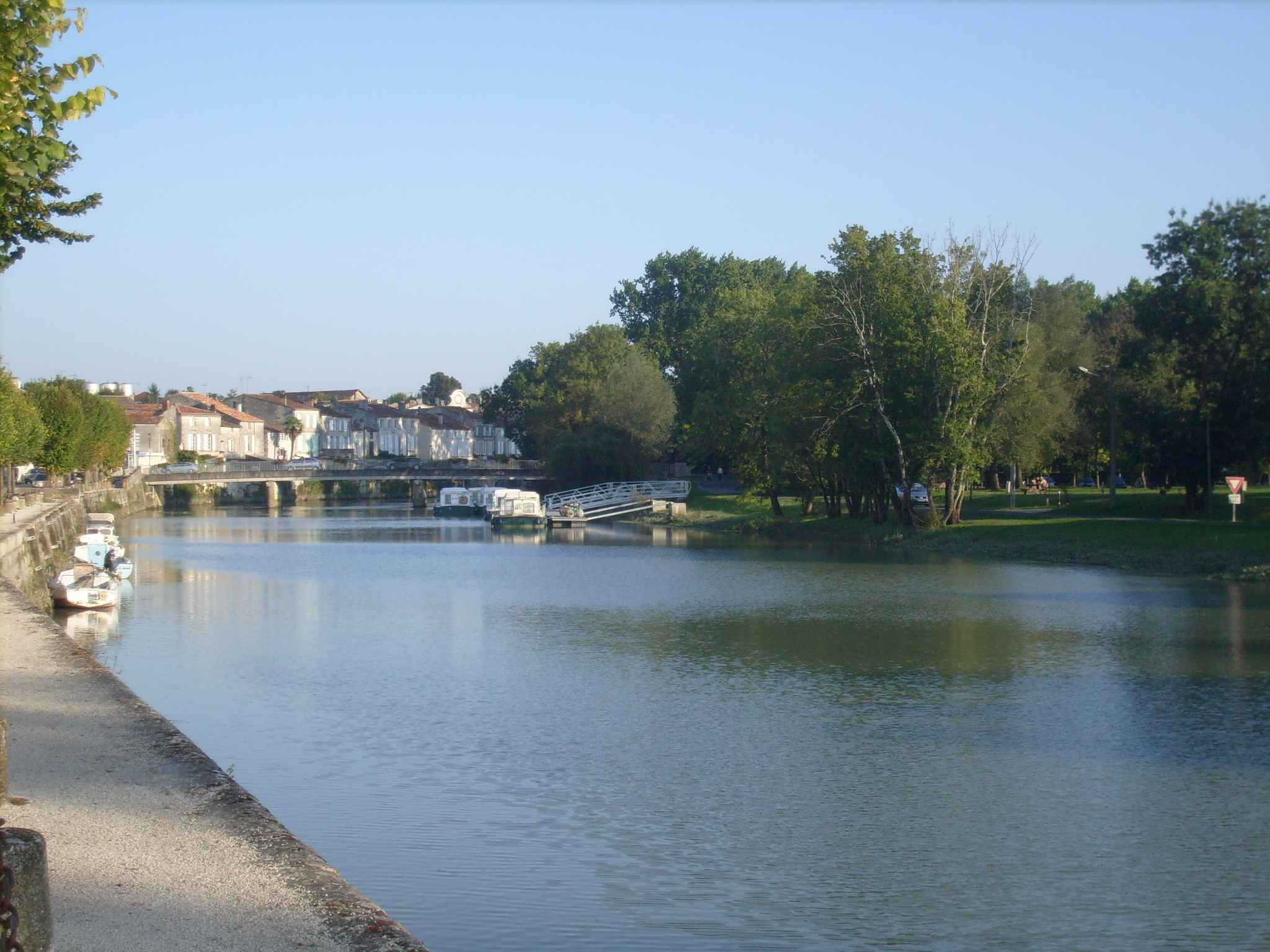
夏朗德河圣萨维尼安段

圣萨维尼安位于法国西部，新阿基坦大区西北部和滨海夏朗德省中部，距离省会拉罗谢尔大约67公里。与圣萨维尼安接壤的市镇包括：阿尔尚热、博尔、尚多朗、克拉扎讷、热、格朗让、勒曼、昂沃港、莱努耶、塔扬和塔耶堡。

### 地形
圣萨维尼安位于罗马讷桑通日地区北部，境内以平原和浅丘为主，市镇中心位于夏朗德河右岸的一处坡地上，部分区域起伏明显，全境海拔在0到68米之间。

### 水文
圣萨维尼安位于夏朗德河流域范围内，其干流自东南向北转西流经市区西界，其右岸支流沙朗通河（Le Charenton）在此与其交汇。

### 植被
圣萨维尼安属于温带阔叶混交林区，林地主要分布于市区北部的巴尔巴拉谷地（Ballon de Barbaras）内。
在鲜花城市的评比中，圣萨维尼安暂未被评级。

### 气候
圣萨维尼安在柯本气候分类法中属于温带海洋性气候（Cfb）。

## 行政区划
圣萨维尼安的市镇编号为17397，邮政编号为17350。
在行政管理方面，圣萨维尼安隶属于法国新阿基坦大区滨海夏朗德省圣让当热利区；在地方选举方面，圣萨维尼安隶属于圣让当热利县，其市镇范围全境被划入滨海夏朗德省第三选区；在社会管理方面，圣萨维尼安是桑通日河谷市镇公共社区的组成部分。
截至2024年6月，圣萨维尼安市镇范围内暂无任何城市敏感街区及城市政策优先街区。
法国国家统计与经济研究所（简称）在进行数据统计时，未将圣萨维尼安划入任何城市核心区（Unité urbaine）、城市区（Aire urbaine）及城市辐射区（Aire d'attraction）。此外，还将圣萨维尼安市镇整体看作一个“块区”（IRIS），以便于统计人口分布情况。

## 交通

### 公路
滨海夏朗德省省道D18线、D114线、D119线、D124线和D216线在圣萨维尼安境内交汇。
2020年，66.2%的圣萨维尼安家庭拥有至少一辆私人汽车。2021年，圣萨维尼安境内共发生各类交通事故2起，造成2人重伤。
| 34 | 17 |

| 拉罗谢尔 | 61 |

| 桑特 | 18 |

| 圣让当热利 | 16 |

### 铁路

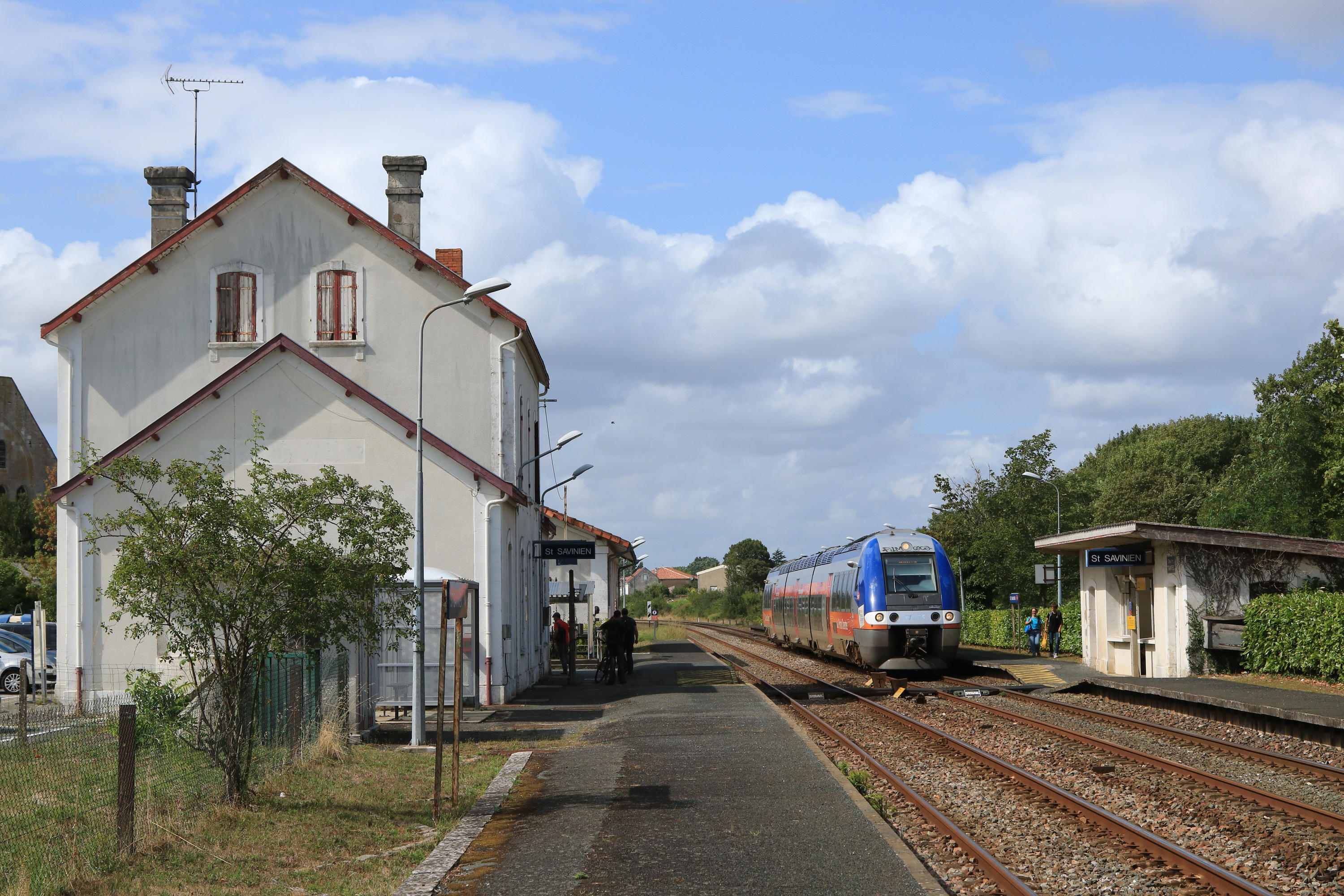
夏朗德河畔圣萨维尼安火车站

圣萨维尼安位于南特—桑特铁路上。夏朗德河畔圣萨维尼安站位于圣萨维尼安市区东部，停靠往返于拉罗谢尔和桑特一线的区域列车。

### 航空
圣萨维尼安距离拉罗谢尔雷岛机场的公路里程大约66公里。

### 城市公共交通
截至2024年6月，圣萨维尼安暂无城市公共交通系统。

## 政治

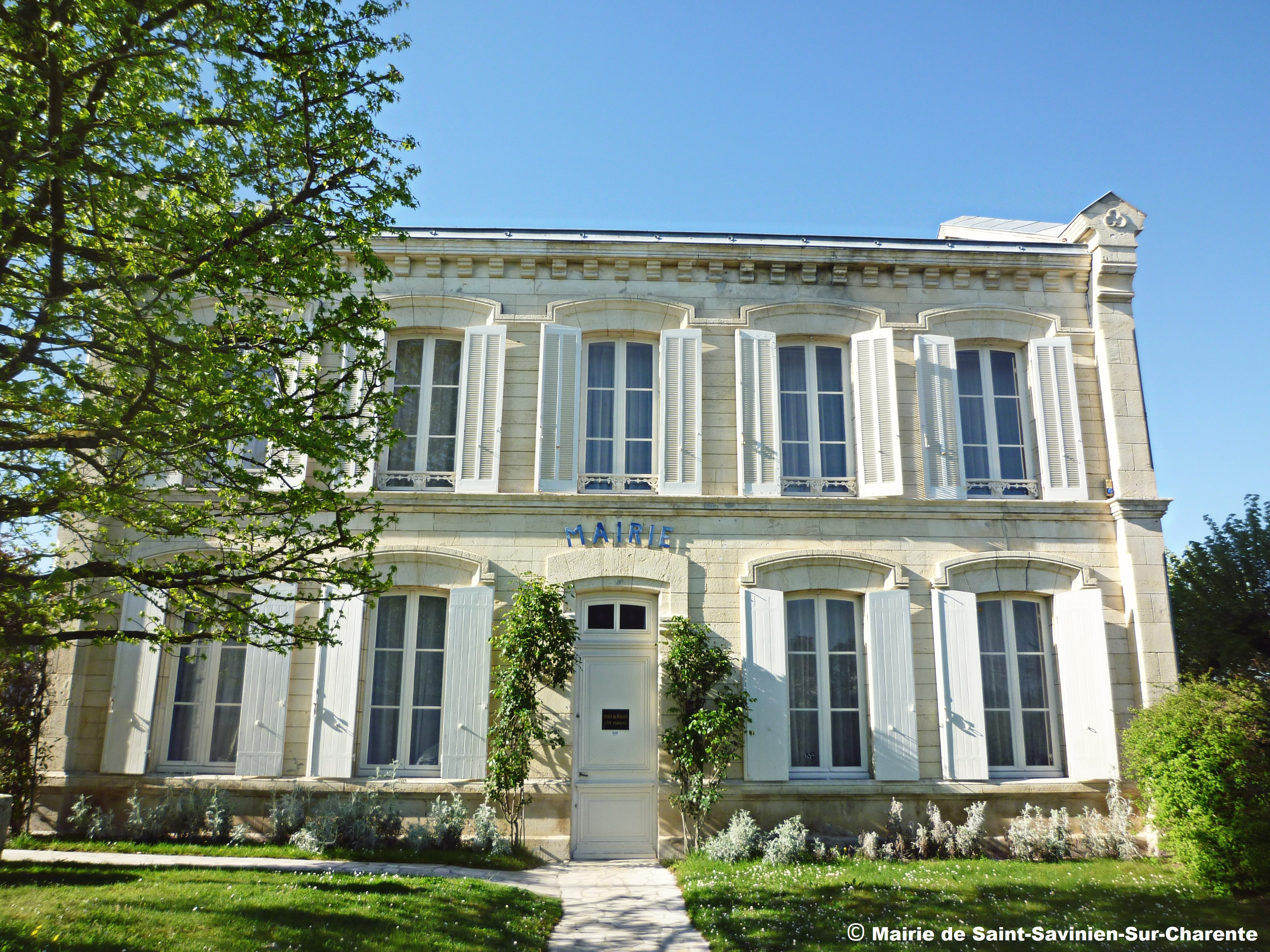
圣萨维尼安市政厅

圣萨维尼安的现任市长为让-克洛德·戈迪诺先生（Jean-Claude GODINEAU），他是一名无党派人士，在2020年的市政选举中获得了100.00%的支持率（无其他候选人）。
在2022年的法国总统大选的第二轮选举中，法国第25任总统埃马纽埃尔·马克龙在圣萨维尼安获得了54.87%的支持率。

## 人口
2021年，圣萨维尼安市镇人口数量为2,453，在法国排名第4,495位。其中男性1,179人，女性1,273人，75岁及以上人口占14.7%，外籍人口数量为66人，人口密度为52人/平方公里，当地居民被称为（男性）或（女性）。2022年，圣萨维尼安境内出生11人，死亡人口43人。
| 圣萨维尼安1901年－2021年人口变化情况 |
|                                      |
| 数据来源：Cassini、INSEE             |

## 经济
圣萨维尼安是一个区域性的中心城市。截至2024年6月，圣萨维尼安市镇范围内共有各类用人单位（包含自雇）416家，平均历史为18年，其中99.49%为中小型企业（PME），2024年4月至6月间，当地的经济活力指数为0。（医疗运输）、（砖瓦工程）及（财务管理）是当地2022年营业额最高的三个企业，分别为2,485,559欧元、465,157欧元和133,200欧元。

## 财政与居民收入
2022年，圣萨维尼安的财政收入总额为2,975,190欧元，财政支出总额为2,308,390欧元，当年的债务总额为1,054,010欧元。2022年，圣萨维尼安市镇通过增值税获得140,220欧元的收入，此外当地还共获得了299,760欧元的国家直接财政补助。
| 圣萨维尼安居民收入情况                           | 圣萨维尼安居民收入情况 | 圣萨维尼安居民收入情况 | 圣萨维尼安居民收入情况 |
| 内容                                             | 圣萨维尼安             | 法国                   | 统计年份               |
| ------------------------------------------------ | ---------------------- | ---------------------- | ---------------------- |
| 征税家庭总数                                     | 1,217                  | 1,081（法国市镇平均）  | 2022年                 |
| 居民平均月收入                                   | 1,852欧元              | 2,435欧元              | 2022年                 |
| 高级职员人均月收入                               | 3,329欧元              | 4,331欧元              | 2021年                 |
| 中级职员人均月收入                               | 2,251欧元              | 2,470欧元              | 2021年                 |
| 普通职员人均月收入                               | 1,668欧元              | 1,801欧元              | 2021年                 |
| 贫困率                                           | 15%                    | 14.5%                  | 2020年                 |
| 青壮年（15至64岁）失业率                         | 13.6%                  | 7.4%                   | 2020年                 |
| 征税家庭数量占比                                 | 33.7%                  | 45.5%                  | 2020年                 |
| 家庭年均纳税                                     | 2,891欧元              | 4,393欧元              | 2022年                 |
| 资料来源：INSEE、L'Internaute、Le Journal du Net |                        |                        |                        |

## 社会事务

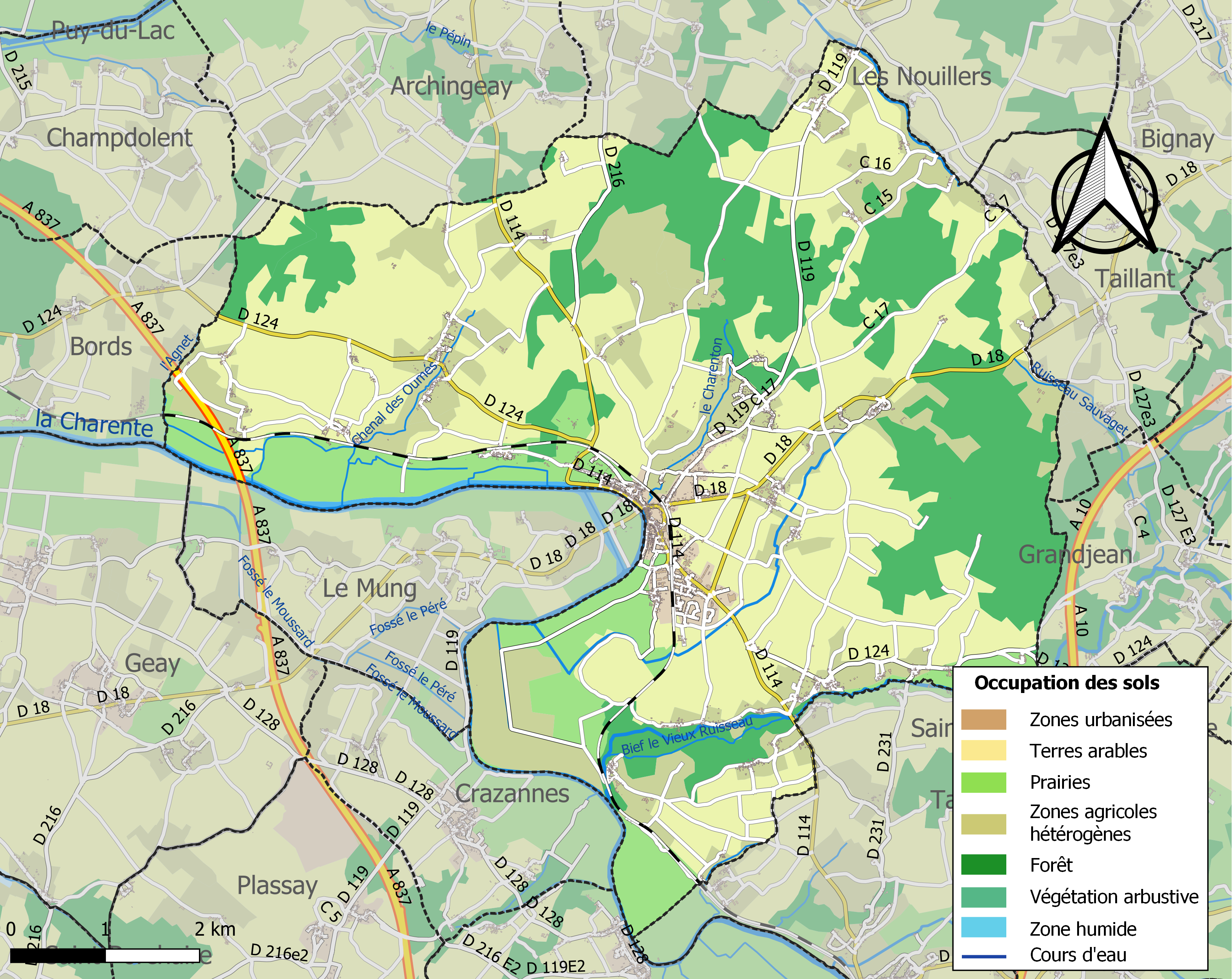
圣萨维尼安土地利用情况地图

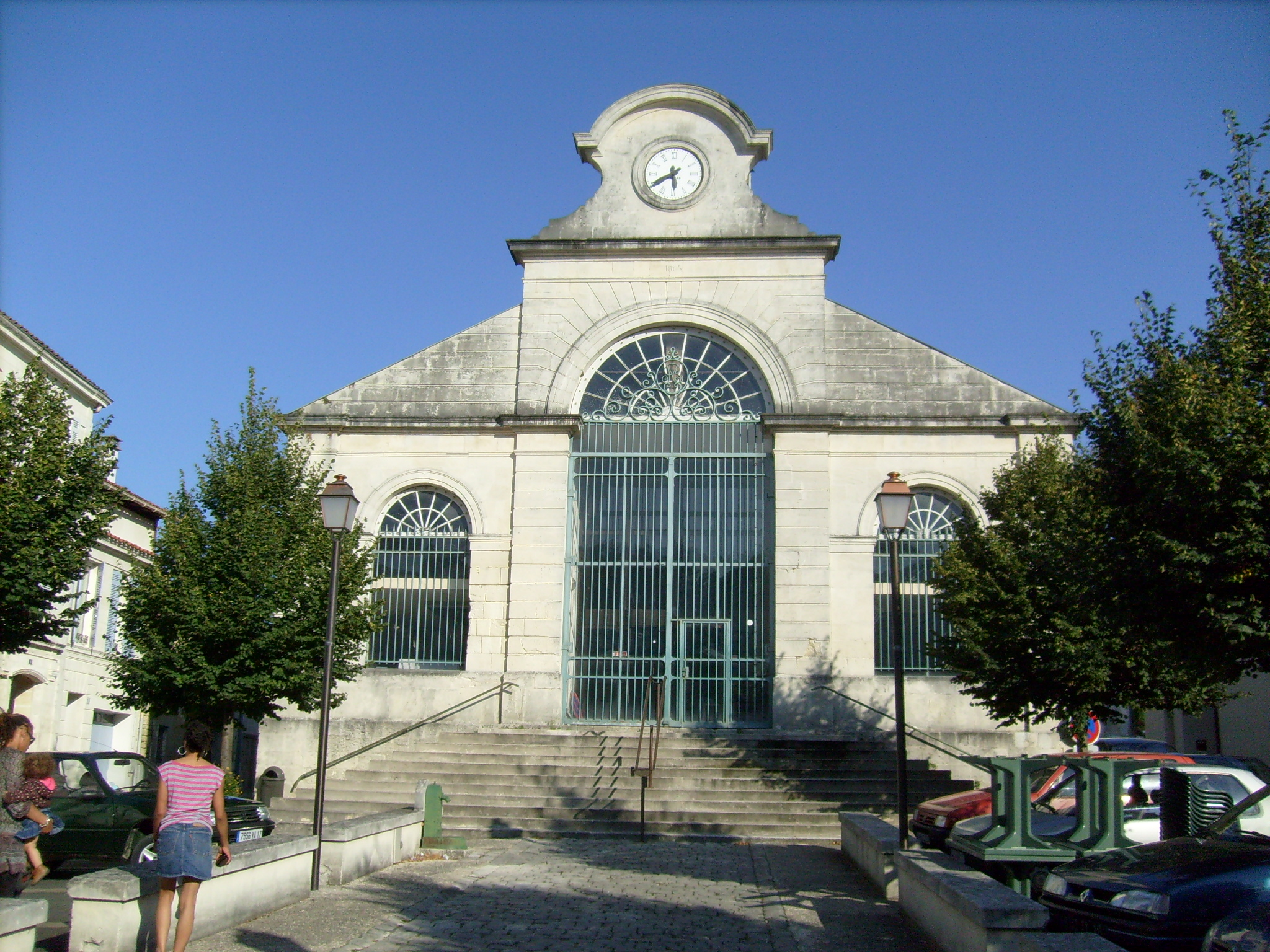
集市大堂

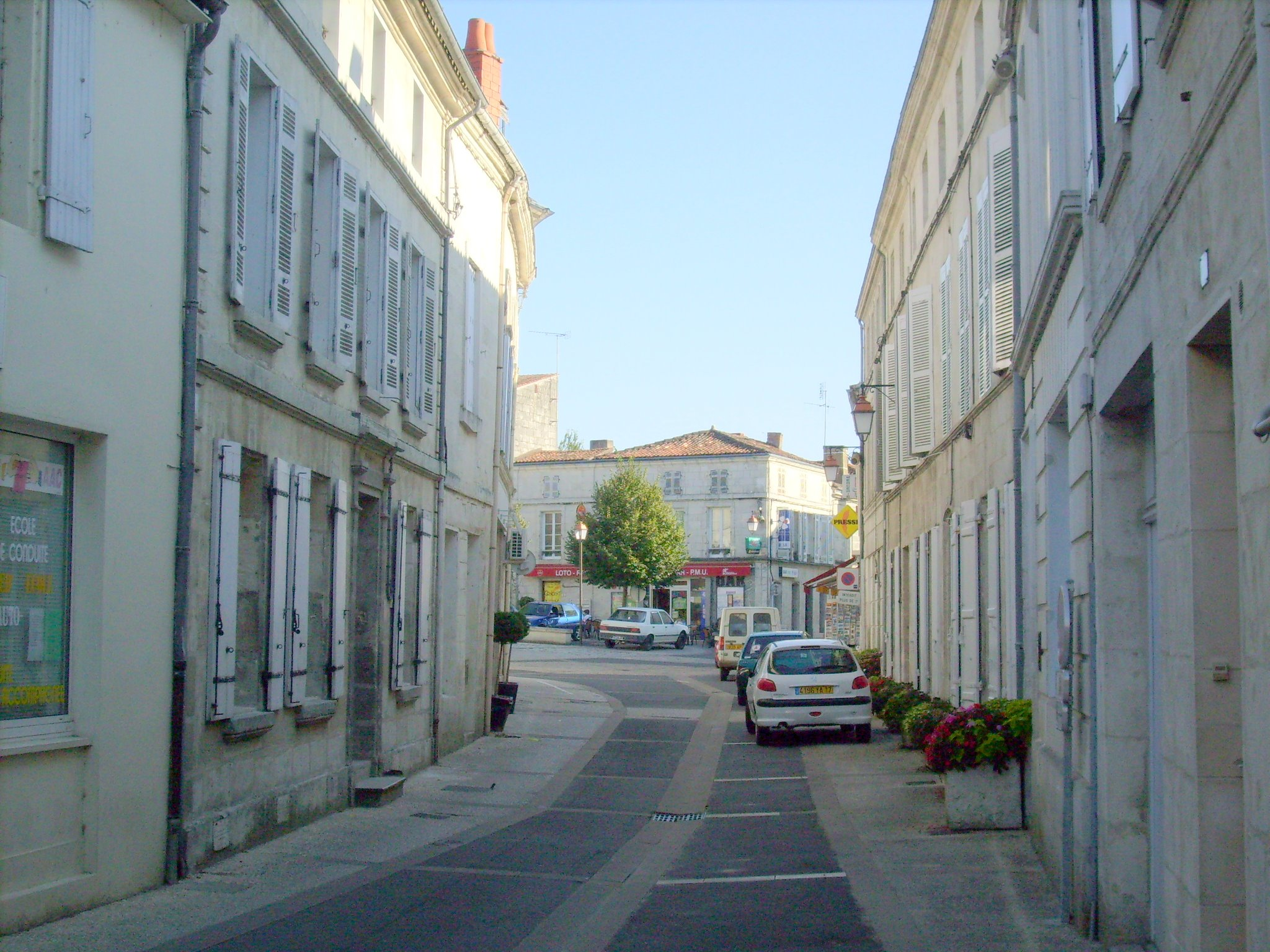
中心街

### 教育
圣萨维尼安属于普瓦捷学区。截至2021年1月1日，圣萨维尼安境内共有1所幼儿园、1所小学和1所初级中学。2022至2023学年度，圣萨维尼安境内共有在校中等教育阶段学生361名。

### 医疗
截至2021年1月1日，圣萨维尼安境内共有全科医生3名、保健师2名、牙医2名和护士4名。境内共有药房1家、养老院2家、残疾人帮扶中心5家。
距离圣萨维尼安最近的区域性医疗机构为圣让当热利中心医院（Centre Hospitalier de Saint-Jean-d'Angély），其主病区医院位于圣让当热利市区西部，距离圣萨维尼安市区的正常车程大约16分钟，该院设有床位169个。

### 住房
2020年，圣萨维尼安境内共有各类住房1,597套，其中89.9%为独立式住宅，6.8%为集中式住宅。常住房屋占圣萨维尼安市镇范围内居民建筑总量的77.5%。
在住房保障政策方面，2022年，圣萨维尼安境内共有169户家庭获得了住房经济补助，受益人数占总人口数量的6.9%，其中158份为房租补助。

### 商业
2021年，圣萨维尼安境内共有各类实体商铺59家，其中餐厅2家、大型超市1家、杂货店3家、面包房4家、肉铺4家、书店1家、银行门店3家、美容美发店3家、汽车维修店6家。圣萨维尼安镇中心东南部建有一家Super U超市。

### 体育
2021年，圣萨维尼安境内共有1家游泳池、3间体育馆、1座综合体育场、3处足球或橄榄球场以及1处篮球或排球场。
截至2024年6月，圣萨维尼安爱国者（La Patriote Saint-Savinien，编号507445）是圣萨维尼安境内唯一的一家注册足球俱乐部，该足球队成立于1939年，其主队2024至2025赛季参加滨海夏朗德省足球联赛丙组（法国第十一级别），其主场为岩石球场（Stade du Rocher）。

### 环境
圣萨维尼安的环境事务由其所属的桑通日河谷市镇公共社区联合各级政府协调负责。2021年，圣萨维尼安境内暂无污染企业。

### 治安
2021年，圣萨维尼安市镇范围内有1处宪兵队。
圣萨维尼安及其附近的共117个市镇是圣让当热利国家宪兵队（zone gendarmerie de Saint-Jean-d'Angély）的管辖范围。2020年，该宪兵队累计记录各类案件1,729起，其中盗窃类案件883起，经济类案件225起，毒品交易类案件94起。

## 文化

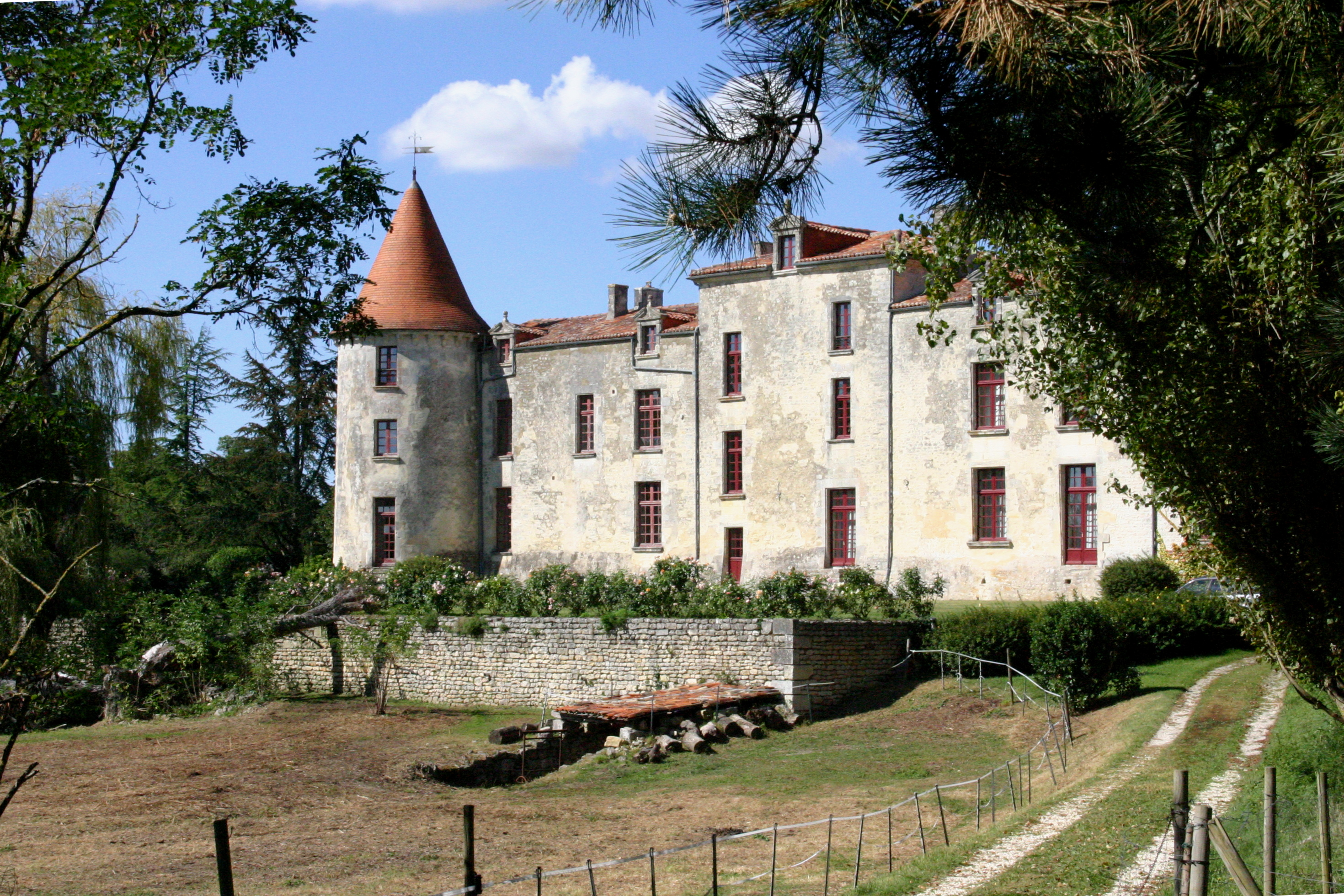
贝尔讷赖城堡

2021年，圣萨维尼安境内有1家电影院。圣萨维尼安境内建有图书馆（Bibliothèque），每周三、五、六向公众开放。

### 建筑
圣萨维尼安境内有多处历史建筑，其中圣萨维尼安教堂、贝尔讷赖城堡等为法国国家文物保护单位。

### 旅游
圣萨维尼安的旅游事务由其所属的桑通日河谷市镇公共社区联合各级政府协调负责。2023年，圣萨维尼安境内共有1家酒店共计7间房间。

### 媒体
法国主要的媒体均可在圣萨维尼安接收，法国电视三台下属的新阿基坦大区频道在部分时段播出圣萨维尼安所在滨海夏朗德省的地方新闻。蓝色法兰西拉罗谢尔广播、云雀广播、《西南报》、《拉罗谢尔日报》等为当地主要的地方性媒体。

## 友好城市
截至2024年6月，圣萨维尼安共与一座城市建立了友好城市关系：
- 德国 阿伦斯伯克